# توریونی
توریونی (به ایتالیایی: Torrioni) یک کومونه در ایتالیا است که در استان آولینو واقع شده‌است.

## خصوصیات
توریونی ۴ کیلومترمربع مساحت و ۵۹۰ نفر جمعیت دارد و ۶۴۵ متر بالاتر از سطح دریا واقع شده‌است.